# 小石花
小石花（学名：Corallodiscus conchifolius），为苦苣苔科珊瑚苣苔属下的一个植物种。